# یی گو
یی گو (؟ - ۱۱۷۱) یکی از حاکمان نظامی کره در زمان سلسله گوریو بود. او به همراه سایر افسران ارتش در سال ۱۱۷۰ علیه پادشاه اویجونگ شورش کرد. شورشیان موفق شدند پادشاه را از تخت سلطنت به زیر بکشند. هنگامی که او برای به دست گرفتن کامل قدرت نقشه یک شورش را طرح‌ریزی می‌کرد، توسط یی اوی بنگ کشته شد.

## بازیگرانی که در نقش یی گو نقش آفرینی کرده‌اند
- پارک جون-گیو در سال ۲۰۰۳–۲۰۰۴ و در سریال عصر جنگجویان که توسط شبکه KBS پخش شد.